# Kvas
Il kvass, o kvas (in russo Квас? dal verbo квасить (kvasit') "far fermentare"), è una bevanda fermentata tipica dell'Est Europa, a basso tenore alcolico (Il tasso alcolimetrico del kvass arriva al massimo all'1,2%)

## Descrizione
Tale bevanda è originariamente frutto della naturale fermentazione di pane nell'acqua. Nel corso di questa fermentazione possono essere aggiunti, a seconda delle ricette, diversi ingredienti: frutta, bacche, fragola, menta, linfa di betulla raccolta all'inizio della primavera. Per il kvas da tavola possono essere usati anche cereali, come grano, segale, orzo, oppure pane nero o di segale con aggiunta di zucchero o frutta, di solito mele.
Il kvass è una bevanda comune in Russia sin dai tempi antichi, originariamente fatta solo in casa, oggigiorno viene prodotta e commercializzata anche industrialmente con prodotti standardizzati. È ampiamente diffuso e consumato in tutti i paesi slavi dell'Europa dell'est.